# Campionati del mondo di ciclismo su strada 1979
I campionati del mondo di ciclismo su strada 1979 si disputarono a Valkenburg aan de Geul, nei Paesi Bassi, tra il 22 e il 26 agosto 1979.
Furono assegnati quattro titoli, quelli individuali nelle categorie femminile, maschile Dilettanti e maschile Professionisti, e quello della cronometro a squadre maschile Dilettanti.

## Calendario
- 22 agosto: Cronometro a squadre maschile Dilettanti, gara di 100 km
- 25 agosto: Prova in linea femminile, gara di 53 km
- 25 agosto: Prova in linea maschile Dilettanti, gara di 178,8 km
- 26 agosto: Prova in linea maschile Professionisti, gara di 274,8 km

## Resoconto delle gare
I mondiali ritornarono sul circuito di Valkenburg aan de Geul, che già ospitò più volte la rassegna iridata negli anni precedenti. Nella gara maschile per Professionisti, a giocarsi la vittoria furono in quattro, il tedesco Dietrich Thurau, il francese Jean René Bernaudeau, l'olandese Jan Raas e l'italiano Giovanni Battaglin. Durante la volata Raas, che già aveva usufruito di spinte da parte del pubblico lungo la salita e scie delle moto lungo il percorso, si spostò da un lato all'altro della carreggiata, urtando e facendo cadere Battaglin, Thurau (che per primo aveva tagliato la strada a Battaglin) e Bernaudeau si fermarono e l'olandese arrivò solo sul traguardo; la direzione di gara non prese nessun provvedimento in merito all'accaduto. Su centoquattordici partenti, quarantaquattro conclusero la prova.
Tra i Dilettanti, la selezione italiana vinse il titolo individuale con Gianni Giacomini, mentre la Germania dell'Est si aggiudicò la cronometro a squadre sulla distanza dei 100 km. I Paesi Bassi vinsero anche il titolo femminile con Petra de Bruin.

## Medagliere
| Pos.   | Nazione        | Oro | Argento | Bronzo | Totale |
| ------ | -------------- | --- | ------- | ------ | ------ |
| 1      | Paesi Bassi    | 2   | 0       | 0      | 2      |
| 2      | Germania Est   | 1   | 0       | 1      | 2      |
| 3      | Italia         | 1   | 0       | 0      | 1      |
| 4      | Polonia        | 0   | 2       | 0      | 2      |
| 5      | Germania Ovest | 0   | 1       | 1      | 2      |
| 6      | Belgio         | 0   | 1       | 0      | 1      |
| 7      | Francia        | 0   | 0       | 1      | 1      |
| 7      | Norvegia       | 0   | 0       | 1      | 1      |
| Totale | Totale         | 4   | 4       | 4      | 12     |

## Sommario degli eventi
| Eventi                        | Oro                                             | Tempo                      | Argento                                       | Tempo   | Bronzo                                     | Tempo   |
| Uomini Professionisti         |                                                 |                            |                                               |         |                                            |         |
| Gara in linea dettagli        | Jan Raas Paesi Bassi                            | 7h03'09" Media 38,965 km/h | Dietrich Thurau Germania Ovest                | s.t.    | Jean-René Bernaudeau Francia               | s.t.    |
| Uomini Dilettanti             |                                                 |                            |                                               |         |                                            |         |
| Gara in linea dettagli        | Gianni Giacomini Italia                         | 4h19'26"                   | Jan Jankiewicz Polonia                        | s.t.    | Bernd Drogan Germania Est                  | a 1"    |
| Cronometro a squadre dettagli | Germania Est Drogan, Hartnick, Petermann, Boden | 1h58'29"                   | Polonia Jankiewicz, Lang, Ciekański, Plutecki | a 2'04" | Norvegia Digerud, Sæther, Wilmann, Ødegård | a 2'13" |
| Donne                         |                                                 |                            |                                               |         |                                            |         |
| Gara in linea dettagli        | Petra de Bruin Paesi Bassi                      | 1h43'57"                   | Jen De Smet Belgio                            | s.t.    | Beate Habetz Germania Ovest                | a 26"   |